# 1992 en Bretagne
 Chronologie de la Bretagne
- 1988
- 1989
- 1990
- 1991
- 1992
- 1993
- 1994
- 1995
- 1996

Cette page recense des événements qui se sont produits durant l'année 1992 en Bretagne.

## Société

### Faits sociétaux
- 10 au 14 juillet : première édition des fêtes maritimes de Brest (Brest 92).

### Éducation
- Ouverture du Pôle universitaire Pierre-Jakez-Hélias à Quimper[1].

### Naissances

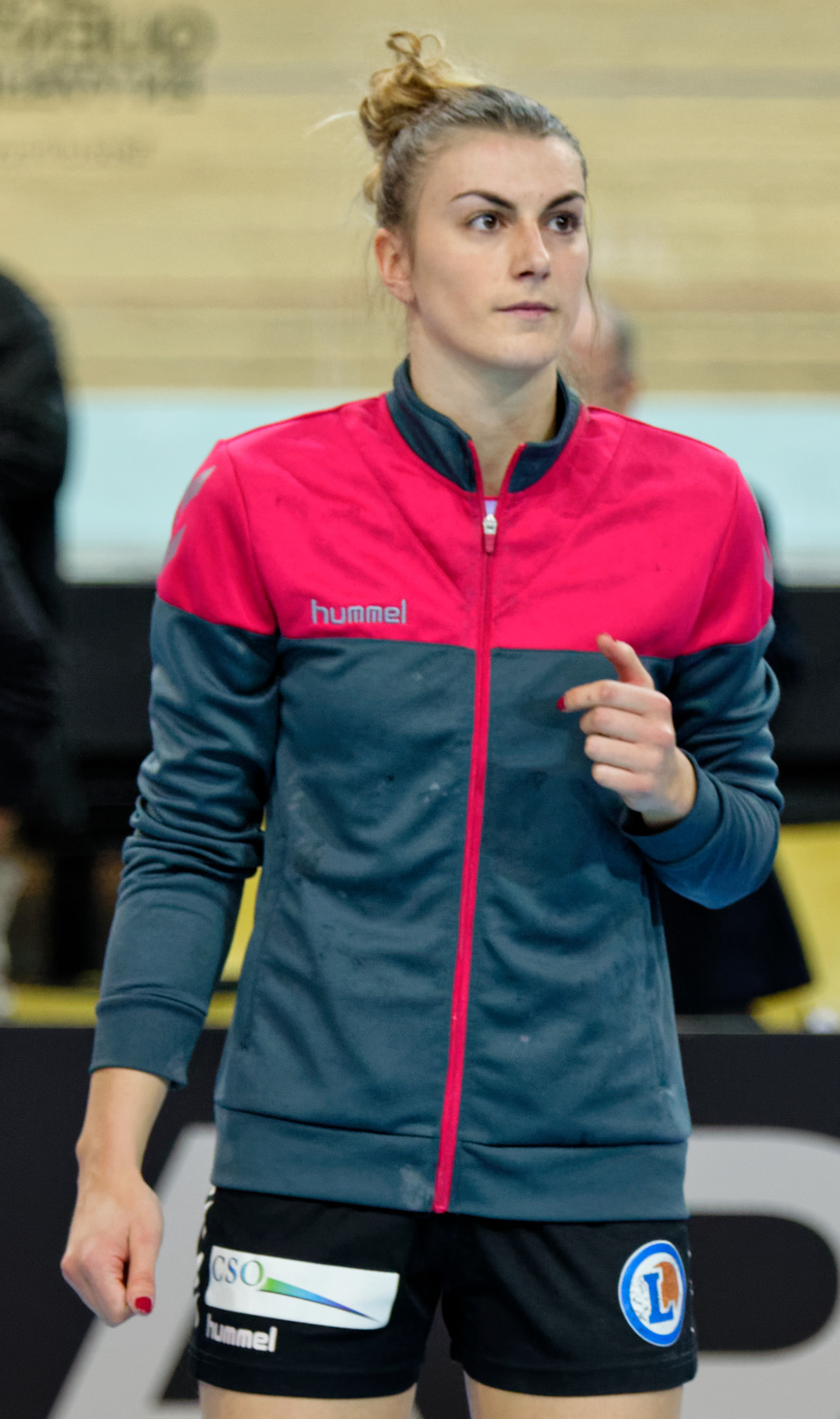
Maud-Eva Copy

- 20 février à Brest : Alexandre Coeff, footballeur français qui évolue au poste de défenseur ou de milieu de terrain au Stade brestois en prêt de l'Udinese.
- 25 octobre à Rennes : Clarisse Agbegnenou, judokate française évoluant en moins de 63 kg (poids mi-moyens).
- 6 novembre à Brest : Maud-Éva Copy, joueuse de handball française, évoluant au poste d'ailière gauche au Brest Bretagne Handball .

## Culture

### Musique
- Juillet : Naissance du groupe Red Cardell à Quimper.